# Charles Masson (hockey sur gazon)
Pour les articles homonymes, voir Charles Masson (homonymie) et Masson.
Charles Masson né le 13 avril 1992 en France, est un joueur de hockey sur gazon français. Il évolue au poste de milieu de terrain à la Gantoise HC, en Belgique et avec l'équipe nationale française.

## Carrière
- Débuts en U21 en 2012
- Débuts en équipe nationale en 2014

## Palmarès
- : Coupe du monde U21 2013
- : Finales des Hockey Series 2018-2019